# Andrea Cassarà
Andrea Cassarà (Brescia, 3 de enero de 1984) es un deportista italiano que compite en esgrima, especialista en la modalidad de florete.
Participó en cinco Juegos Olímpicos de Verano, entre los años 2004 y 2020, obteniendo en total tres medallas, una de oro y una de bronce en Atenas 2004, en las pruebas por equipos (junto con Salvatore Sanzo y Simone Vanni) e individual, respectivamente, y una de oro en Londres 2012, en la prueba por equipos (con Valerio Aspromonte, Andrea Baldini y Giorgio Avola).
Ganó 14 medallas en el Campeonato Mundial de Esgrima entre los años 2003 y 2019, y 15 medallas en el Campeonato Europeo de Esgrima entre los años 2002 y 2019.

## Palmarés internacional
| Juegos Olímpicos   | Juegos Olímpicos        | Juegos Olímpicos  | Juegos Olímpicos    |
| Año                | Lugar                   | Medalla           | Prueba              |
| ------------------ | ----------------------- | ----------------- | ------------------- |
| 2004               | Atenas (Grecia)         | Medalla de oro    | Florete por equipos |
| 2004               | Atenas (Grecia)         | Medalla de bronce | Florete individual  |
| 2012               | Londres (Reino Unido)   | Medalla de oro    | Florete por equipos |
| Campeonato Mundial |                         |                   |                     |
| Año                | Lugar                   | Medalla           | Prueba              |
| 2003               | La Habana (Cuba)        | Medalla de oro    | Florete por equipos |
| 2003               | La Habana (Cuba)        | Medalla de bronce | Florete individual  |
| 2005               | Leipzig (Alemania)      | Medalla de plata  | Florete por equipos |
| 2006               | Turín (Italia)          | Medalla de bronce | Florete por equipos |
| 2008               | Pekín (China)           | Medalla de oro    | Florete por equipos |
| 2009               | Antalya (Turquía)       | Medalla de oro    | Florete por equipos |
| 2010               | París (Francia)         | Medalla de plata  | Florete por equipos |
| 2011               | Catania (Italia)        | Medalla de oro    | Florete individual  |
| 2013               | Budapest (Hungría)      | Medalla de oro    | Florete por equipos |
| 2014               | Kazán (Rusia)           | Medalla de bronce | Florete por equipos |
| 2015               | Moscú (Rusia)           | Medalla de oro    | Florete por equipos |
| 2017               | Leipzig (Alemania)      | Medalla de oro    | Florete por equipos |
| 2018               | Wuxi (China)            | Medalla de oro    | Florete por equipos |
| 2019               | Budapest (Hungría)      | Medalla de bronce | Florete por equipos |
| Campeonato Europeo |                         |                   |                     |
| Año                | Lugar                   | Medalla           | Prueba              |
| 2002               | Moscú (Rusia)           | Medalla de oro    | Florete individual  |
| 2002               | Moscú (Rusia)           | Medalla de oro    | Florete por equipos |
| 2005               | Zalaegerszeg (Hungría)  | Medalla de oro    | Florete individual  |
| 2005               | Zalaegerszeg (Hungría)  | Medalla de oro    | Florete por equipos |
| 2008               | Kiev (Ucrania)          | Medalla de oro    | Florete individual  |
| 2008               | Kiev (Ucrania)          | DESC              | Florete por equipos |
| 2009               | Plovdiv (Bulgaria)      | Medalla de oro    | Florete por equipos |
| 2010               | Leipzig (Alemania)      | Medalla de oro    | Florete por equipos |
| 2011               | Sheffield (Reino Unido) | Medalla de oro    | Florete por equipos |
| 2011               | Sheffield (Reino Unido) | Medalla de plata  | Florete individual  |
| 2012               | Legnano (Italia)        | Medalla de oro    | Florete por equipos |
| 2014               | Estrasburgo (Francia)   | Medalla de plata  | Florete por equipos |
| 2015               | Montreux (Suiza)        | Medalla de oro    | Florete individual  |
| 2016               | Toruń (Polonia)         | Medalla de plata  | Florete por equipos |
| 2018               | Novi Sad (Serbia)       | Medalla de plata  | Florete por equipos |
| 2019               | Düsseldorf (Alemania)   | Medalla de bronce | Florete por equipos |

1. ↑  La medalla de oro fue ganada por el equipo de Italia (conformado por Andrea Baldini, Stefano Barrera, Andrea Cassarà y Salvatore Sanzo), que posteriormente fue descalificado por dopaje de Andrea Baldini.[4][3][5]